# Russ Heath

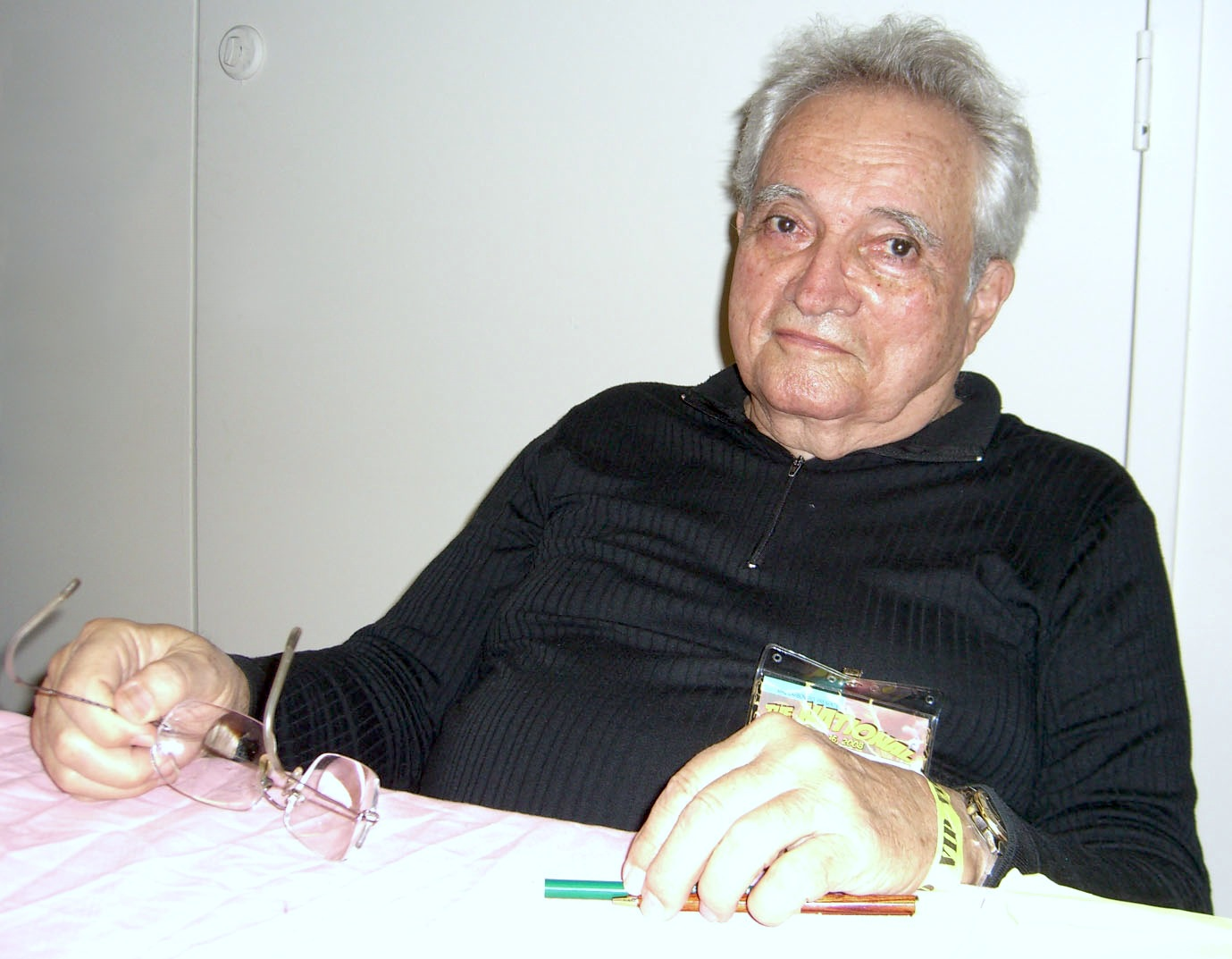
Russ Heath im Jahr 2008

Russell „Russ“ Heath, Jr. (* 29. September 1926 in New York City, New York; † 23. August 2018 in Long Beach, New York) war ein US-amerikanischer Comiczeichner und Cartoonist. Heath wurde vor allem für seine Arbeiten als Zeichner von Kriegscomics und als Illustrator der Little-Annie-Fanny-Cartoons des Playboy-Magazins bekannt.

## Leben und Arbeit
Heath wuchs in New Jersey als Einzelkind in New Jersey auf. Während seiner Highschool-Zeit begann er schließlich erste Arbeiten als freischaffender Comiczeichner zu produzieren. So tuschte er einige von Charles Quinlan gezeichnete Geschichten der Reihe Hammerhead Hawley die in der Serie Captain Aero Comics erschienen.
Am Zweiten Weltkrieg nahm Heath ab 1945 als Angehöriger der US-Luftwaffe teil, für die er als Cartoonist der Zeitung seines Stützpunktes arbeitete. Nach seiner Entlassung arbeitete Heath, der zu dieser Zeit ein bescheidenes Armee-Stipendium von 20 US-Dollar pro Woche erhielt, als freischaffender Künstler und Bademeister. 
1946 begann er für die New Yorker Werbeagentur Benton & Bowles zu arbeiten. 1947 erhielt Heath schließlich erste Aufträge als Stabszeichner bei dem Verlag Timely Comics (später Marvel Comics). Sein ältestes aus dieser Zeit stammendes Werk das nachträglich identifiziert werden konnte (die Comichefte jener Zeit wiesen keine Angaben der beteiligten Künstler auf) war eine Geschichte in dem Comicheft Wild Wester #4 vom November 1948. Neben Wild Wester zeichnete Heath für Timely Geschichten für weitere Westernserien wie All Western, Arizona Kid, Black Rider, Western Outlaws, Two-Gun Kid und Reno Browne, Hollywoo'S Greates Cowgirl, sowie für den Superhelden-Serien wie Captain America Comics und Marvel Boy, Science-Fiction-Serien, wie Venus, Journey Into Unknown Worlds und Men's Adventures, Kriminalserien wie Justice, Horror-Serien, wie Adventures into Terror, Marvel Tales, Menace, Mystic, Spellbound, Strange Tales, Uncanny Tales und für die humoristische Serie Wild.
In den 1950er Jahren prägten sich Kriegscomics allmählich als Heaths Hauptbetätigungsfeld heraus: Für EC Comics zeichnete er zunächst einige Ausgaben der Serie Frontline Comics, bevor er im Juni 1954 seine jahrzehntelange Arbeit an den von DC Comics herausgegebenen Serien Our Army at War (#23) und Star Spangled War Stories (#22) begann. Eine weitere Kriegscomicserie, an der Heath, wie an den beiden vorgenannten, bis in die 1980er Jahre arbeitete, war die Serie G.I. Combat, für die er zusammen mit seinem künstlerischen Hauptpartner, dem Autor Robert Kanigher, die Reihe The Haunted Tank schuf. Ebenfalls mit Kanigher entwickelte Heath die Abenteuerserie Sea Devils, die die Abenteuer einer Gruppe wagemutiger Tiefseetaucher erzählt.

### Heath und LichtensteinsBlam
Eine Zeichnung Heaths für das Comicheft All American Men of War #89 vom Februar 1962, die ein explodierendes Flugzeug zeigt, wurde die Grundlage von Roy Lichtensteins Ölgemälde Blam aus demselben Jahr.

## Auszeichnungen
1997 wurde Heath für sein Lebenswerk mit dem Inkpot Award ausgezeichnet.
| Personendaten    | Personendaten                                  |
| ---------------- | ---------------------------------------------- |
| NAME             | Heath, Russ                                    |
| ALTERNATIVNAMEN  | Heath, Russell Jr.                             |
| KURZBESCHREIBUNG | US-amerikanischer Comiczeichner und Cartoonist |
| GEBURTSDATUM     | 29. September 1926                             |
| GEBURTSORT       | New York City, New York                        |
| STERBEDATUM      | 23. August 2018                                |
| STERBEORT        | Long Beach, New York                           |